# Liste der Bischöfe von Schwerin
Die Liste der Bischöfe von Schwerin zeigt alle katholischen Bischöfe des Bistums Schwerin und die Administratoren des Bistums nach der Reformation bis 1648.

## Bischöfe vonMecklenburg(992–1162)
| nachweisbare Bischöfe | von     | bis  | Lebensdaten                   | Anmerkungen                                            |
| --------------------- | ------- | ---- | ----------------------------- | ------------------------------------------------------ |
| Reinbert              | vor 992 | 1013 | † 16. April 1013 oder 1014    | Bischof von Oldenburg, residierte auf der Mecklenburg. |
| Bernhard              | 1013/14 | 1023 | † 13. August 1023             | Bischof von Oldenburg, residierte auf der Mecklenburg. |
| vakant ?              | 1023    | 1053 |                               |                                                        |
| Johann I. Scotus      | 1053    | 1066 | * um 990; † 10. November 1066 | auch Bischof von Glasgow                               |
| vakant                | 1066    | 1148 |                               |                                                        |
| Emmehard              | 1149    | 1155 | † 1155                        | wurde in seinem Bistum nicht wirksam                   |

## Bischöfe vonSchwerin(1162–1533)

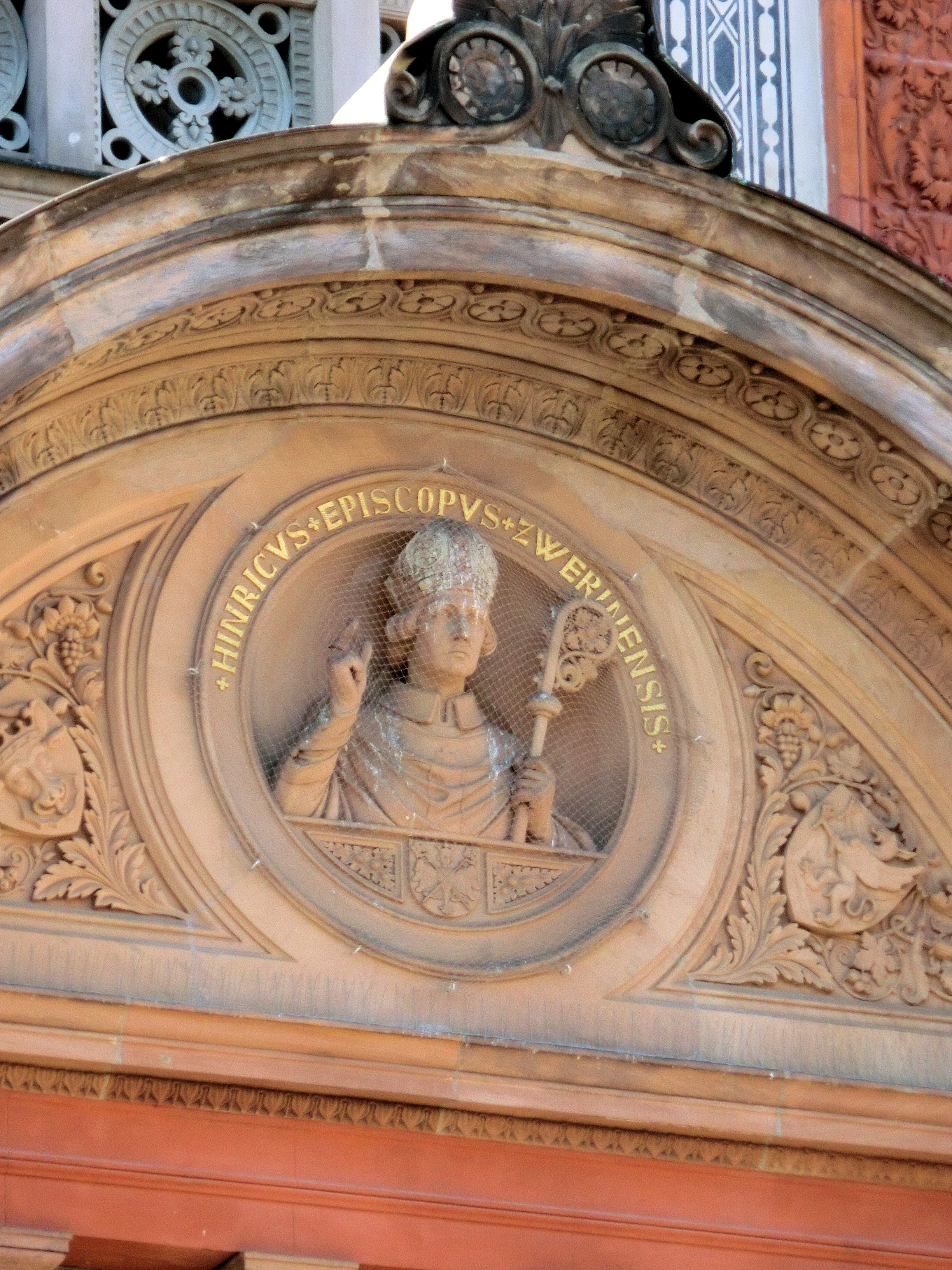
Bischof Heinrich II. von Nauen, historistisches Relief am Hauptgebäude der Universität Rostock

| nachweisbare Bischöfe                 | von  | bis  | Lebensdaten                                     | Anmerkungen |
| ------------------------------------- | ---- | ---- | ----------------------------------------------- | --- |
| Berno                                 | 1160 | 1191 | * vor 1155; † 27. Januar 1191                   | war der einzige Mönch auf dem Schweriner Bischofsthron                                                                                        |
| Brunward                              | 1192 | 1238 | † 14. Januar 1238                               | war 46 Jahre Bischof, gründete mehrere Klöster im Bistum                                                                                      |
| Hermann von Schwerin                  | 1191 | 1195 | * um 1155; † um 1228                            | Gegenbischof, Dompropst zu Hamburg (1186). Bruder von Heinrich I. (Schwerin), ADB.                                                            |
| Friedrich I. von Schwerin             | 1238 | 1239 | * um 1158; † nach 21. Mai, vor 3. November 1239 | Domherr und Dompropst in Hildesheim (1182–1228) und Verden                                                                                    |
| Dietrich                              | 1240 | 1247 |                                                 | Vorbereitung eines Kollegiatskapitel an der St. Elisabeth-Kirche in Bützow                                                                    |
| Wilhelm                               | 1248 | 1249 |                                                 | nur ein Jahr Bischof |
| Rudolf I.                             | 1249 | 1262 |                                                 | ältester erhaltener Grabstein eines Schweriner Bischofs im Dom zu Schwerin                                                                    |
| Hermann I. von Schladen               | 1263 | 1291 |                                                 | sein Bruder war Weihbischof im Bistum |
| Gottfried I. von Bülow                | 1292 | 1314 |                                                 | vier Meter hohe Doppelgrabplatte aus Messing im Dom zu Schwerin                                                                               |
| Hermann II. von Maltzan               | 1315 | 1322 |                                                 | durch Erzbischof von Bremen 1315 in Bann gelegt                                                                                               |
| Johann II. zu Putlitz                 | 1322 | 1331 |                                                 | Familie Gans Edle Herren zu Putlitz |
| Ludolf von Bülow                      | 1331 | 1339 | * um 1275, † 23. April 1339                     | einzige Kirchenteilnehmer 1338 bei der Unterzeichnung des Landfriedens zwischen Pommern und Mecklenburg                                       |
| Heinrich I. von Bülow                 | 1339 | 1347 | * vor 1290, † 28. November 1347                 | ab 1327 als Pfarrer zu Stralsund jahrelanger Streit um die Patronatsrechte                                                                    |
| Willekin Pape                         | 1347 | 1348 | † 1348                                          | Sohn von Arnold Pape, Lübecker Bürgermeister (1314–1319)                                                                                      |
| Andreas von Wislica                   | 1348 | 1356 | † 1356                                          | Bischof von Posen (1347), doch Bischofsstuhl war schon vergeben                                                                               |
| Albrecht von Sternberg                | 1356 | 1364 |                                                 | versetzt nach Leitomischl |
| Rudolf II. von Anhalt                 | 1365 | 1365 | † 3. September 1365                             | drei Monate nach der Bischofsweihe durch Tod nicht in sein Bistum gekommen                                                                    |
| Friedrich II. von Bülow               | 1366 | 1375 | † 11. September 1375                            | 1368 Schlussweihe Doberaner Klosterkirche |
| Melchior von Braunschweig-Grubenhagen | 1377 | 1381 | * 1341; † 6. Juni 1381                          | Bischof von Osnabrück (1369–1375) |
| Marquard Bermann                      | 1377 | 1378 | † 1378                                          | Gegenbischof |
| Johann III. Potho von Pothenstein     | 1381 | 1390 | † 1390                                          | Bischof von Münster (1379–1382) |
| Johann IV. Junge                      | 1381 | 1389 |                                                 | Gegenbischof |
| Gerhard von Hoya                      | 1381 | 1398 |                                                 | Gegenbischof |
| Rudolf III. von Mecklenburg-Stargard  | 1391 | 1415 |                                                 | auch Bischof von Skara |
| Heinrich II. von Nauen                | 1416 | 1418 |                                                 | Beantragte beim Papst am 8. September 1418 die Genehmigung für die Universität Rostock.                                                       |
| Heinrich III. von Wangelin            | 1419 | 1429 |                                                 | Gründungskanzler der Universität Rostock (1419).                                                                                              |
| Hermann III. Köppen                   | 1429 | 1444 | † 3. Januar 1444                                | bürgerlicher Herkunft |
| Nicolaus I. Böddeker                  | 1444 | 1457 | † 1459                                          | verkaufte mit Zustimmung des Domkapitels sein Pontifikat                                                                                      |
| Gottfried II. Lange                   | 1457 | 1458 |                                                 | bürgerlicher Herkunft, nur ein Jahr Bischof                                                                                                   |
| Werner Wolmers                        | 1458 | 1473 |                                                 | Verdienste bei der Gründung der beiden Klöster der Brüder vom gemeinsamen Leben in Rostock und der Schwestern vom gemeinsamen Leben in Bützow |
| Balthasar von Mecklenburg             | 1474 | 1479 |                                                 | Koadjutor |
| Nikolaus II. von Pentz                | 1479 | 1482 |                                                 | Propst im Prämonstratenserinnenkloster Rehna (1455–1474)                                                                                      |
| Konrad Loste                          | 1482 | 1503 |                                                 | Rostocker Domfehde 1482–1492, Sternberger Hostienschänderprozess 1492                                                                         |
| Johannes Thun                         | 1504 | 1506 |                                                 | ab 1491 Propst im Kloster Dobbertin |
| Peter Wolkow                          | 1508 | 1516 |                                                 | letzter Bischof von Schwerin |
| Magnus von Mecklenburg                | 1516 | 1533 |                                                 | Anfangs war Zutfeld Wardenberg Administrator. Titel Bischof selbst nicht geführt, 1533 Reformation                                            |

## Administratorendes Bistums Schwerin (1533–1648)
| nachweisbare Administratoren    | von  | bis  | Lebensdaten    | Anmerkungen                                              |
| ------------------------------- | ---- | ---- | -------------- | -------------------------------------------------------- |
| Magnus von Mecklenburg          | 1533 | 1550 |                |                                                          |
| Ulrich I. von Mecklenburg       | 1550 | 1603 |                |                                                          |
| Ulrich II. von Dänemark         | 1603 | 1624 | * 1578; † 1624 |                                                          |
| Ulrich III. von Dänemark        | 1624 | 1633 | * 1611; † 1633 |                                                          |
| Adolf Friedrich von Mecklenburg | 1634 | 1648 |                | 1648 Umwandlung des Bistums an das Herzogtum Mecklenburg |

## Katholische Bischöfe in Schwerin seit 1946
Schwerin gehörte seit 1930 zum Bistum Osnabrück
- 1946 Ernennung von Bernhard Schräder zum Bischöflichen Kommissar des Bischöflichen Kommissariates Schwerin
- 1959–1971 Bernhard Schräder, Weihbischof des Bistums Osnabrück in Schwerin
- 1971–1973 Heinrich Theissing, seit 1970 Koadjutor in Schwerin (zuvor Weihbischof im Bistum Berlin)

1973 Umbenennung des Bischöflichen Kommissariates in Bischöfliches Amt Schwerin
- 1973–1987 Heinrich Theissing, Apostolischer Administrator mit den Rechten eines residierenden Bischofs
- 1987–1992 Theodor Hubrich
- 1992–1994 Norbert Werbs, Diözesanadministrator für das Bischöfliche Amt Schwerin (vorher seit 1981 Weihbischof in Schwerin)

1994 Eingliederung in das Erzbistum Hamburg, Umbenennung in Erzbischöfliches Amt Schwerin
- 1994–2015 Norbert Werbs, Weihbischof des Erzbistums Hamburg in Schwerin und Bischofsvikar für Mecklenburg